# Jan Beerstraaten
Jan Abrahamsz Beerstraaten (anche Beerstraten) (Amsterdam, 1º marzo 1622 – Amsterdam, 1º luglio 1666) è stato un pittore olandese.

## Biografia

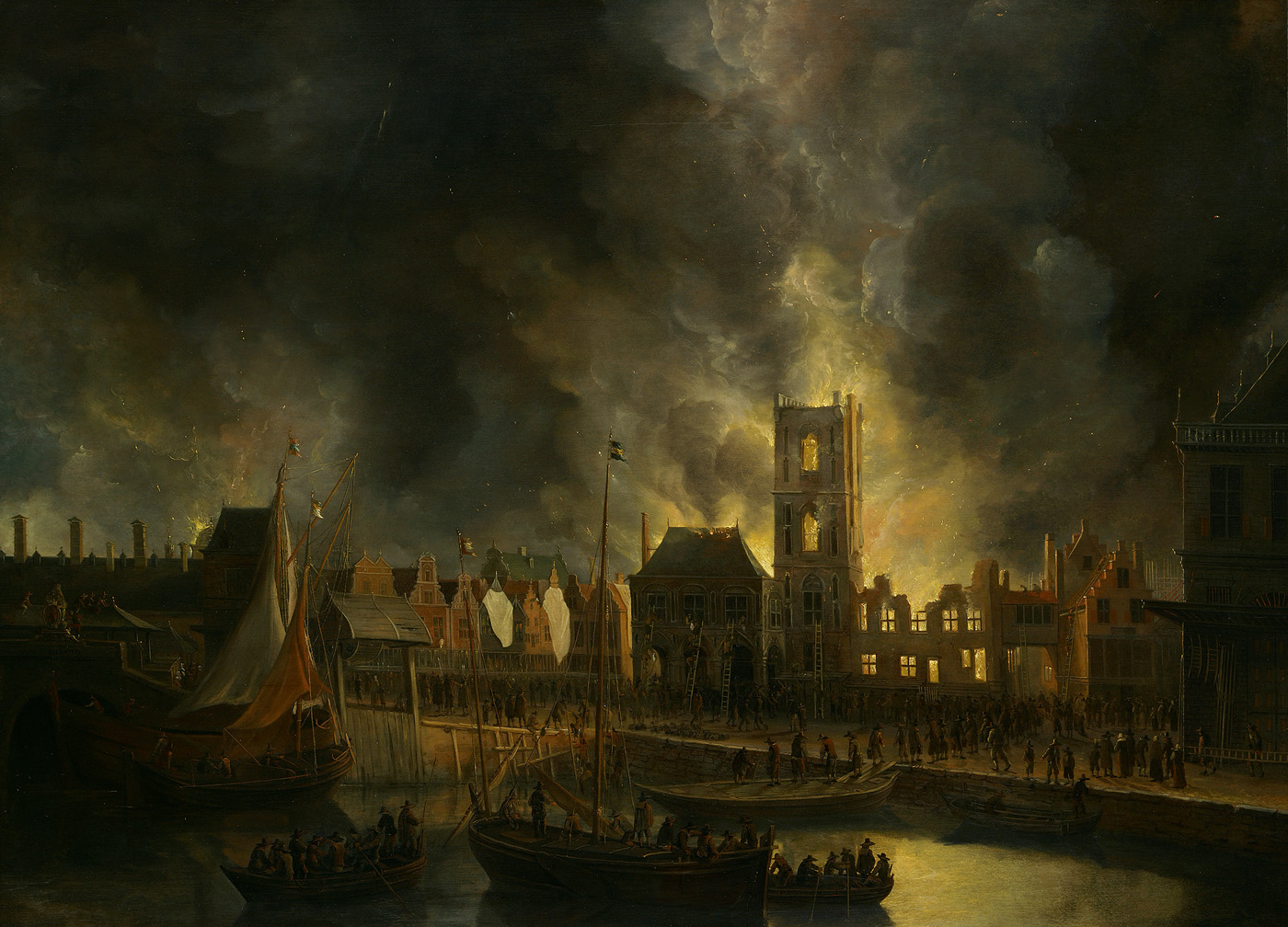
Incendio del vecchio municipio di Amsterdam, 1652, Amsterdam Museum

Appartenente ad una famiglia di pittori olandesi che svilupparono tutti i medesimi soggetti: vedute urbane immaginarie, battaglie navali, paesaggi invernali.
Il più noto e anche il più dotato fu proprio Jan Abrahamsz, presunto fratello di Abraham e figlio di Abraham-Daniel.
È autore di architetture e marine dipinte in toni bruni, dove può scorgersi un certo ricordo di Joos de Momper il Giovane. Due suoi lavori caratteristici sono Oudekerk in inverno, del 1659 ed ora al Rijksmuseum di Amsterdam, e Inverno in Olanda del 1645 o del 1646, conservato al Museo della Certosa di Douai.